# Flaggen und Wappen in den Kolonien des Deutschen Kaiserreichs

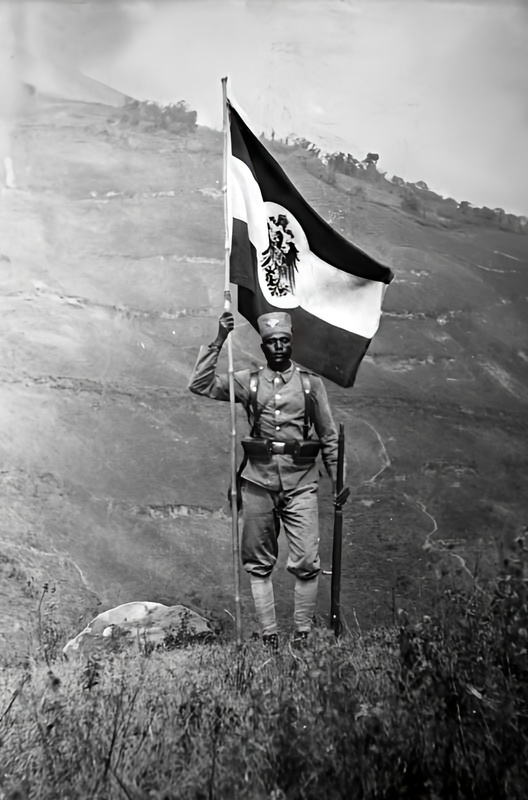
Ein Askari mit der Flagge des Auswärtigen Amts; Ostafrika, 1906

Die Flaggen und Wappen in den Kolonien des Deutschen Kaiserreichs waren jene Hoheitszeichen, die ab dem Jahr 1884 in den deutschen Kolonialgebieten und abhängigen Gebieten zur Anwendung kamen. Speziell für die Kolonien konzipierte Flaggen wurden erst ab den Jahren 1891 beziehungsweise 1893 eingeführt. Die im Jahr 1914 vorgesehenen Wappen gelangten infolge der politischen Entwicklungen nicht mehr zur offiziellen Einführung. Mit dem Ausbruch des Ersten Weltkriegs und der sukzessiven Besetzung der Kolonien durch alliierte Streitkräfte verloren die Flaggen ihre Gültigkeit und wurden nicht weiter verwendet. Bei gelegentlich publizierten Reichsflaggen mit ergänzenden Kolonialwappen handelt es sich um Entwürfe, die im Rahmen der Wappenplanungen von 1914 entstanden, jedoch zu keinem Zeitpunkt amtlich eingeführt wurden. Darüber hinaus fanden in den deutschen Kolonien auch Flaggen privater Kolonialgesellschaften und ähnlicher Organisationen eine nennenswerte Verbreitung.

## Erwerb von Kolonien
Bedingt durch den wirtschaftlichen Aufschwung Deutschlands in den 1880er Jahren wurde die Kolonialpolitik mit Nachdruck betrieben. Obwohl Reichskanzler Bismarck ursprünglich gegen koloniale Bestrebungen Deutschlands war – er fürchtete Konflikte mit anderen europäischen Großmächten – schien ab dem Jahr 1884 die außenpolitische Lage gefestigt zu sein. In rascher Folge wurden daher einige Territorien in Afrika und Ozeanien zu Kolonien beziehungsweise abhängigen Gebieten gemacht, die amtlich als „Schutzgebiete“ bezeichnet wurden. Im Wesentlichen waren dies:
- Deutsch-Südwestafrika am 24. April 1884
- Togo am 5. Juli 1884
- Kamerun am 12. Juli 1884
- Deutsch-Neuguinea am 4. November 1884
- Deutsch-Ostafrika am 4. Dezember 1884
- Witu am 27. Mai 1885
- Samoa am 17. Februar 1900
- Im Jahr 1898 wurde das Gebiet von Kiautschou mit seiner Hauptstadt Tsingtau vom Kaiserreich China an das Deutsche Reich verpachtet.
- 1899 wurden Inselgruppen Mikronesiens von Spanien erworben.
- 1911 wurde Neukamerun von Frankreich abgetreten.

## Flaggen in den Anfangsjahren

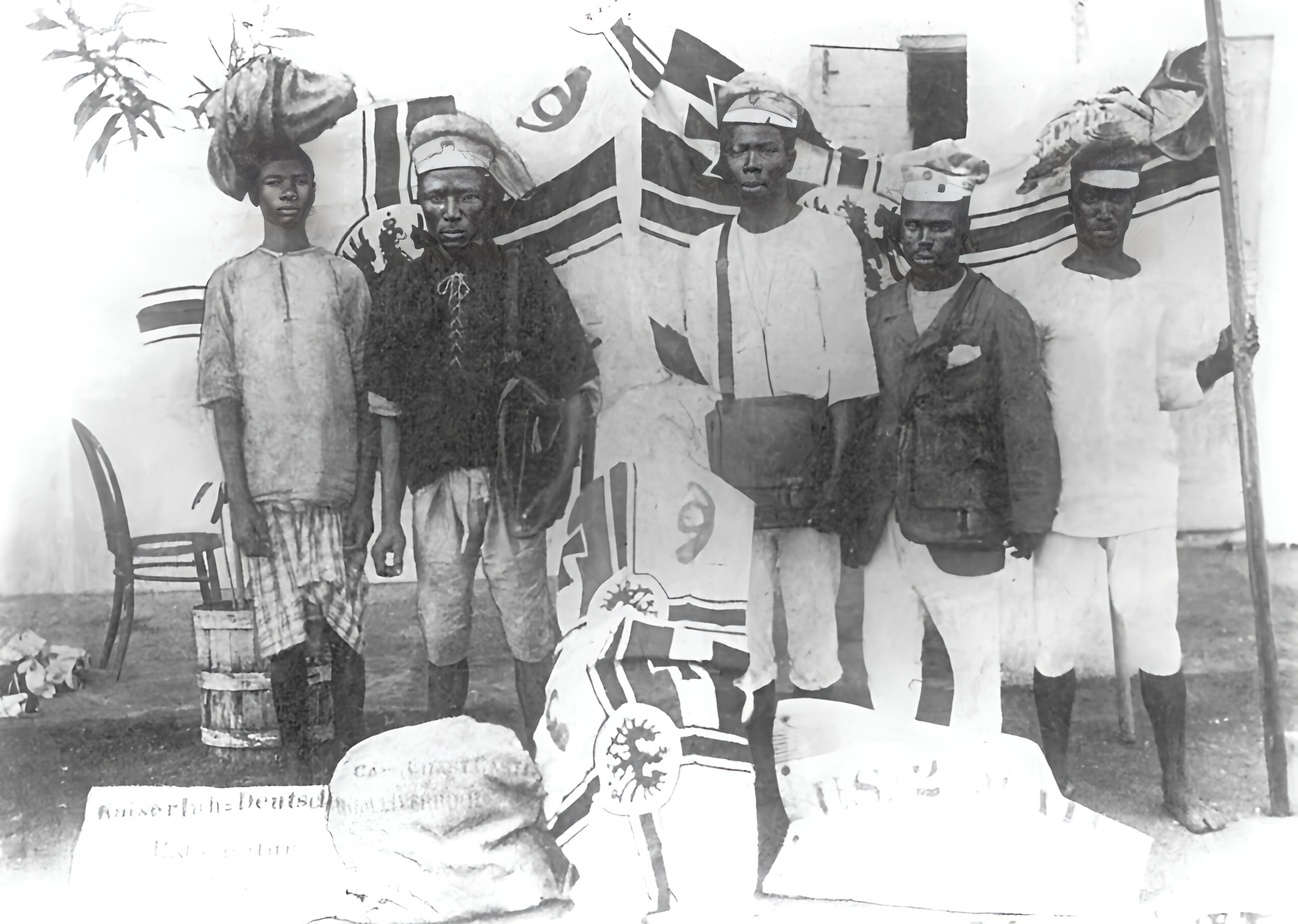
Postflaggen in einer Postagentur in Togo um 1890

Im Gegensatz zu den anderen europäischen Kolonialmächten wie zum Beispiel Großbritannien, zeigte das Deutsche Reich zunächst kein besonderes Interesse an der Gestaltung von speziellen Flaggen für die verschiedenen Kolonien. Die offizielle Inbesitznahme des Gebietes wurde in der Regel durch eine Flaggenhissung der kaiserlichen Kriegsflagge besiegelt. Beispiele für derartige Flaggenhissungen sind aus Angra Pequena (Deutsch-Südwestafrika) am 7. August 1884, aus Kamerun am 21. Juli 1884 oder aus Mioko (Neuguinea) am 4. November 1884 bekannt. Gezeigt wurde ebenfalls die National- und Handelsflagge, die auch von privater Seite verwendet werden konnte. Die Kriegsflagge sowie die Nationalflagge waren die in den Anfangsjahren ausschließlich verwendeten Flaggen, die das Deutsche Kaiserreich repräsentieren sollten. Eine Ausnahme bildeten Postflaggen, die in den Kolonien zur Kennzeichnung von Poststationen Verwendung fanden. Reichspost befördernde Schiffe führten ebenfalls die Postflagge, der auf Basis der Kriegsflagge noch ein gelbes Posthorn hinzugefügt wurde. In den Häfen der Schutzgebiete wurden außerdem die Dienstflaggen der Lotsen- und Zollverwaltung mit zugehöriger Gösch eingesetzt.
| Flagge | Zeitraum der Verwendung | Bezeichnung                             | Anmerkungen |
| ------ | ----------------------- | --------------------------------------- | --- |
|        | 1867–1892               | Kaiserliche Kriegsflagge                | Verwendet von offiziellen Stellen in allen Kolonien bis 1892                                                                        |
|        | Ab 1884                 | National- und Handelsflagge             | Verwendet von offiziellen und privaten Stellen. Ab 1891 teilweise auch von der einheimischen Bevölkerung als Bootsflagge verwendet. |
|        | 1867–1892               | Reichspostflagge                        | Diente der Kennzeichnung von Poststationen sowie Postschiffen.                                                                      |
|        | 1867–1892               | Gösch der Postschiffe                   | Diente der Kennzeichnung von Postschiffen.                                                                                          |
|        | 1867–1892               | Reichsdienstflagge der Lotsenverwaltung | Verwendet auf Schiffen der Lotsenverwaltung                                                                                         |
|        | 1867–1892               | Gösch der Lotsenverwaltung              | Verwendet auf Schiffen der Lotsenverwaltung                                                                                         |
|        | 1867–1892               | Reichsdienstflagge der Zollverwaltung   | Verwendet auf Schiffen der Zollverwaltung                                                                                           |
|        | 1867–1892               | Gösch der Zollverwaltung                | Verwendet auf Schiffen der Zollverwaltung                                                                                           |

## Flaggen ab 1891

Reichskriegsflaggen in Deutsch-Ostafrika um 1890

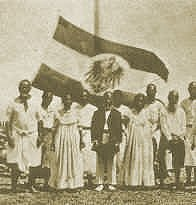
Flagge des Auswärtigen Amts, Nauru (nach 1892)

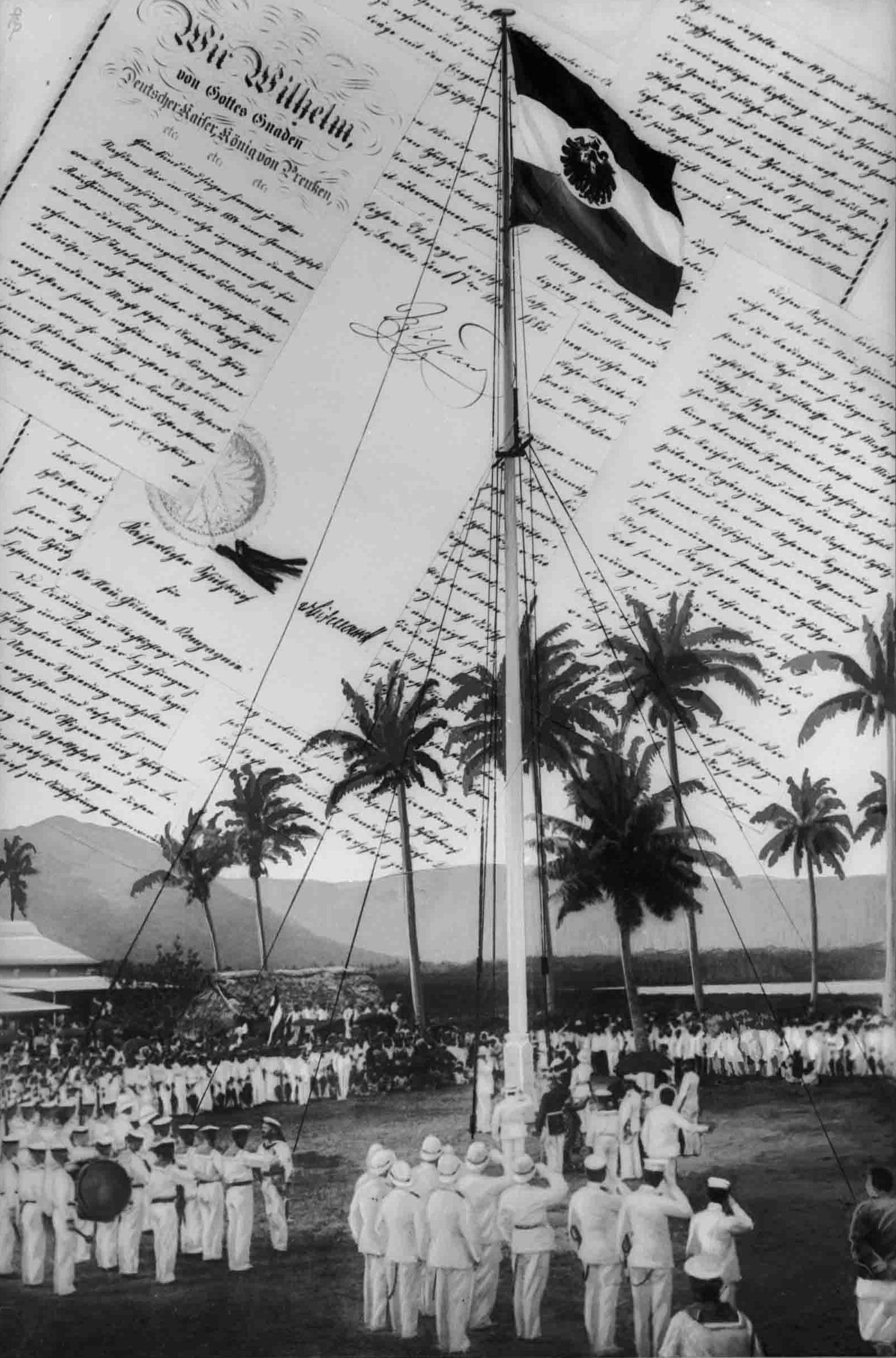
Flaggenhissung auf Samoa um 1900

Für den Gouverneur von Deutsch-Ostafrika wurde die im engeren Sinne erste besondere Kolonialflagge geschaffen: Am 5. März 1891 wurde durch Allerhöchste Order bestimmt, dass für den Gouverneur ein eigenes Kommandozeichen eingeführt wird. Auf den weißen Streifen der Nationalflagge wurde der Reichsadler ohne Krone und Kette gesetzt. Dieses Kommandozeichen durfte nicht an Land geführt werden, sondern ausschließlich auf Schiffen des Gouverneurs oder der Kaiserlichen Marine. Sofern die Flagge in einem Boot Verwendung fand, musste sie am Bug angebracht werden.
Ende des Jahres 1892 entschied sich Kaiser Wilhelm II. dazu, das gesamte Flaggensystem des Kaiserreichs zu modifizieren. Im Zuge dessen wurden erstmals auch für die Kolonien spezielle Flaggen geschaffen.
Nach dem 1. April 1893 verwendete man besondere Dienstflaggen in den „Schutzgebieten“. Das Zeigen beziehungsweise Hissen der Reichskriegsflagge wurde verboten. Der damalige Gouverneur von Deutsch-Ostafrika, Freiherr von Soden, erhielt jedoch vom Kaiser die Sondererlaubnis, weiterhin die Reichskriegsflagge zeigen zu dürfen.
Am 1. April 1893 erhielt das Auswärtige Amt eine eigene Dienstflagge, in deren Zentrum sich eine weiße, vergrößerte Scheibe befand, auf die der Reichsadler aufgelegt worden war. Diese Flagge wurde fortan von allen Gouverneuren und offiziellen Stellen in den Kolonien verwendet. Eine Ausnahme bildete lediglich das erwähnte Deutsch-Ostafrika.
Am 13. August 1893 wurden für die Regierungsfahrzeuge und Regierungsgebäude in den Kolonien für die Bereiche Lotsenverwaltung und Zoll eigene zusätzliche Embleme eingeführt. Diese wurden an der Stockseite der Flagge des Auswärtigen Amts im schwarzen Streifen angebracht. Im Bereich der Lotsenverwaltung waren dies die roten Buchstaben „L“ und „V“, zwischen denen sich ein gelber, unklarer Anker befand, während die Zollbehörden die gleiche Flagge führten, jedoch anstelle des „L“ ein „Z“ verwendeten.
Ebenfalls ab 1893 wurde eine neu gestaltete Reichspostflagge in den Kolonien eingeführt.
In den Ausführungsbestimmungen betr. die Führung der Kriegsflagge seitens der Schutztruppe für Deutsch-Ostafrika vom 12. Dezember 1893 heißt es:

„Unter Bezugnahme auf die durch Allerhöchste Order vom 21. August 1893 - Marineverordnungsblatt Seite 223 - befohlene Führung der deutschen Kriegsflagge seitens der Behörden und Anstalten der Kaiserlichen Schutztruppe für Deutsch-Ostafrika treten die nachstehenden Ausführungsbestimmungen in Kraft:
Die Kriegsflagge wird bis auf weiteres geführt
A. In den Küstenplätzen:

1. Auf allen Befestigungen, soweit sie von der Schutztruppe besetzt sind.
2. Auf den von der Schutztruppe bewohnten Kasernen.
3. Auf dem Kommandogebäude der Schutztruppenbehörde in Dar-es-Salaam.

B. Im Innern:

Auf sämmtlichen Stationen, die von einer Abtheilung der Schutztruppe unter Führung eines deutschen Offiziers oder Unteroffiziers besetzt sind.“

Erst am 9. November 1904 erlosch auch diese Sondergenehmigung.
Am 1. März 1898 wurde es auch dem Gouverneur von Kiautschou genehmigt, die gleiche Flagge wie der Gouverneur von Deutsch-Ostafrika zu führen. Weshalb lediglich in diesen beiden Fällen besondere Gouverneursflaggen geschaffen wurden, ist unbekannt. In der Allerhöchsten Order vom 1. März 1898 heißt es:

„Der Gouverneur führt innerhalb seines Dienstbereichs als Kommando- und Unterscheidungsabzeichen eine Flagge wie diejenige des Gouverneurs von Ostafrika. Die für letzteren in der Flaggen- und Salutordnung erlassenen Bestimmungen finden für die Flagge des Gouverneurs im Kiautschaugebiet mit der Abweichung Anwendung, daß für letztere, ebenso wie für die Person des Gouverneurs 13 Schuß als Salut zuständig sind, sofern nicht durch die persönliche Rangstellung ein höherer Salut vorgeschrieben ist.“

Als am 17. Mai 1907 für die Kolonien mit dem Reichskolonialamt eine besondere Behörde geschaffen wurde, stellte man sich die Frage, welche Flagge diese Behörde repräsentieren sollte. Die Wahl fiel auf die Flagge des Auswärtigen Amts, was durch Allerhöchste Order vom 9. Oktober 1907 bestätigt wurde.

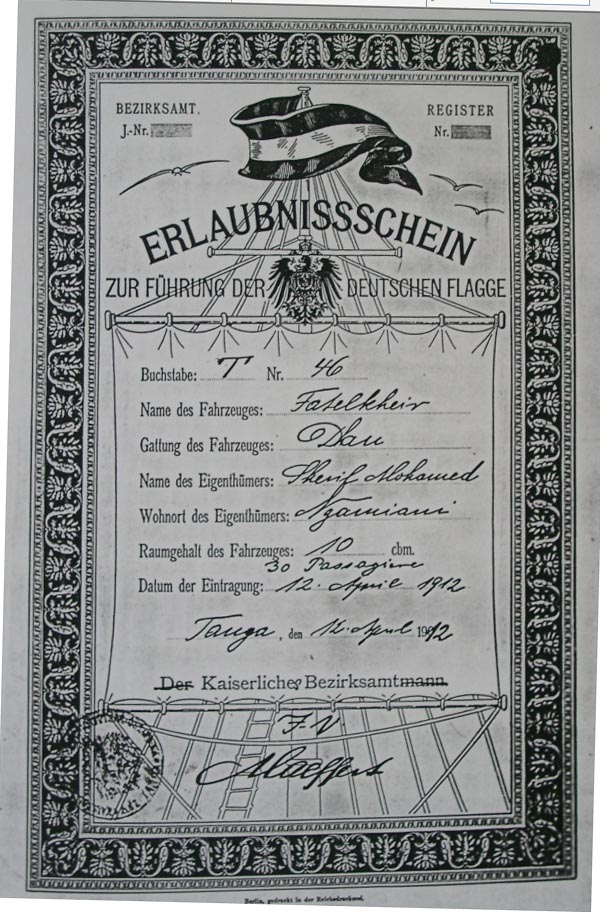
Erlaubnisschein zur Führung der Deutschen Flagge

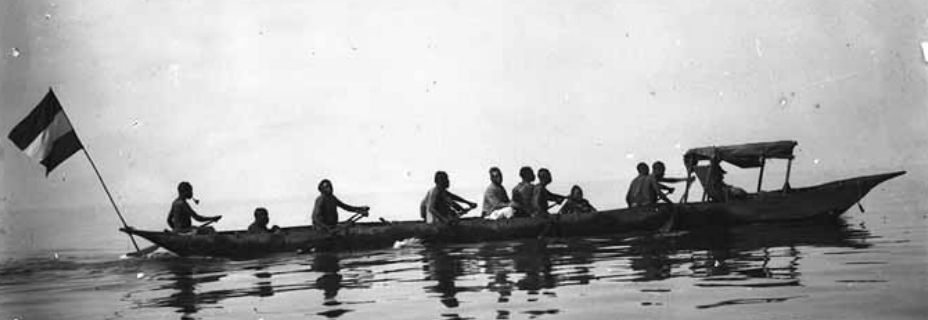
Verwendung der Nationalflagge auf einem Boot der einheimischen Bevölkerung

Gewöhnlich wurde der einheimischen Bevölkerung in den Kolonien das Recht gewährt, die Nationalflagge des Deutschen Kaiserreichs auf ihren Wasserfahrzeugen zu führen. Auf schriftlichen Antrag hin erhielten die jeweiligen Bootsbesitzer eine behördliche Genehmigung zur Führung der deutschen Flagge.
- In Deutsch-Ostafrika wurden diese Genehmigungen ab dem 28. Juli 1891 und
- auf den Marschall-Inseln ab dem 19. September 1893 erteilt.
- Ferner ist bekannt, dass vom 8. Februar 1909 an auch der Gebrauch der deutschen Flagge auf dem Viktoriasee und auf dem Nyassasee in Ostafrika möglich wurde.

| Flagge | Zeitraum der Verwendung | Bezeichnung                                           | Anmerkungen |
| ------ | ----------------------- | ----------------------------------------------------- | --- |
|        | 1892–1902               | Reichskriegsflagge                                    | Gezeigt in Deutsch-Ostafrika sowie von offiziellen Stellen in Kiautschou.                                                                   |
|        | Ab 1903                 | Reichskriegsflagge                                    | Die letzte Version der Kriegsflagge wurde bis 1904 in Deutsch-Ostafrika und darüber hinaus von offiziellen Stellen in Kiautschou verwendet. |
|        | Ab 1891/1898            | Gouverneurflagge für Deutsch-Ostafrika und Kiautschou | Ab 1891 in Deutsch-Ostafrika und ab 1898 in Kiautschou verwendet.                                                                           |
|        | Ab 1893                 | Dienstflagge des Auswärtigen Amts/Reichskolonialamts  | Bis 1907 war das Auswärtige Amt für die Kolonien zuständig, danach übernahm diese Aufgaben das neu geschaffene Reichskolonialamt.           |
|        | Ab 1893                 | Dienstflagge im Bereich der Lotsenverwaltung          | Konstruktionsdetails zur Lotsenflagge: |
|        | Ab 1893                 | Dienstflagge im Bereich der Zollverwaltung            | Konstruktion des Emblems wie Lotsenflagge, jedoch mit stilistisch angepasstem Buchstaben „Z“                                                |
|        | Ab 1898                 | Reichsdienstflagge der Kaiserlichen Marine            | Wurde als Flagge aller zivilen Einrichtungen in Kiautschou eingesetzt. Auch Leuchttürme wurden damit ausgestattet.                          |
|        | Ab 1893                 | Dienstflagge im Bereich des Reichspostamtes           | Wurde zur Kennzeichnung von Poststationen und Postschiffen eingesetzt                                                                       |

## Lokale Flaggen
Mancherorts waren zuzüglich oder anstelle der deutschen Flaggen lokale Flaggen in Gebrauch:

### Flagge des Basterlands

Flagge des Basterlands

Die auf dem Gebiet der Kolonie Deutsch-Südwestafrika lebenden Baster zeigten offenbar eine eigene Flagge. Diese war quadratisch geformt und bestand aus drei konzentrischen Streifen in den Farben Schwarz-Rot-Weiß.

### Flagge der Ralik-Inseln

Flagge der Ralik-Inseln (Marschallflagge), 1878–1894

Die Ralik-Inseln sind Teil der Inselgruppe der Marshallinseln. Die westlichen 18 Atolle heißen Ralik, was man mit „Sonnenuntergang“ übersetzen kann. Die eigentliche Kolonisierung der Inseln durch das Deutsche Kaiserreich begann zwar offiziell erst am 15. Oktober 1885, jedoch bereits im November 1878 erreichte eine deutsche Kreuzerkorvette, die Ariadne, auf der Suche nach einer Kohlestation die Atolle. Auf dem zur Inselgruppe gehörigen Jaluit-Atoll schloss der Kapitän der Ariadne, Bartholomäus von Werner, am 19. November 1878 einen Vertrag über die Kohlestation mit den dortigen Oberhäuptlingen ab. Im Artikel VII dieses Vertrages wurde eine Flagge beschrieben, die der Kapitän den Häuptlingen am letzten Tag ihres Aufenthalts überreichte. Sie sollte das Deutsche Reich symbolisieren und ähnelte der Nationalflagge, wurde jedoch mit zwei zusätzlichen Streifen, einem weißen sowie einem schwarzen, versehen. Die Flagge wurde von den Einheimischen gut angenommen und fand in den folgenden Jahren weitere Verbreitung. So wurde der Hafen von Jaluit im Jahr 1883 von 67 Schiffen angefahren, von denen 11 unter der Ralik-Flagge ein- bzw. ausliefen. Die offizielle Inbesitznahme für das Deutsche Reich erfolgte im Oktober 1885 durch das Hissen der Reichsflagge. Erst im Jahr 1893 fiel es dem Deutschen Reichskommissar für das Schutzgebiet der Marschall-Inseln auf, dass die Einheimischen eine ungewöhnliche Flagge führten. Am 12. Mai des Jahres 1893 schrieb dieser an das Reichsministerium des Inneren:

„Mit vorliegendem möchte ich die Aufmerksamkeit Eurer Exzellenz auf eine Tatsache lenken, die, so weit ich es habe feststellen können, bislang unbeachtet und unerwähnt geblieben ist.
Verschiedene der hiesigen Häuptlinge besitzen eigene kleine Fahrzeuge, mit denen sie zwischen den einzelnen Inseln Personen befördernd und Kopra ladend, hin und her fahren. Die Häuptlinge der Insel Arno tragen sich jetzt sogar mit dem Gedanken ein größeres Schiff im Preise von M 30.000, ausschließlich für den Koprahandel bestimmt, zu erstehen.
Auf alle diese Fahrzeuge könnte dem Charakter nach sehr wohl die in Folge des § 17 der Preuß. Verordnung betreffend die Registrierung von Seeschiffen (27. Februar 1862) erlassene Ausnahmebestimmungen zur Anwendung gebracht werden d.h. auch diese Schiffe könnten die Erlaubnis erhalten, ohne vorherige Eintragung in ein Schiffsregister und Erteilung eines Zertifikates die deutsche Kriegsflagge führen zu dürfen.
Bislang führen alle diese Fahrzeuge, sechs an der Zahl, von denen 3 über 50 cbm, 2 über 100 cbm Brutto-Rauminhalt messen, eine Fantasieflagge, hier Marschall-Flagge genannt, schwarz weiß rot weiß schwarz, die den Häuptlingen in längst vergangenen Zeiten einmal irgendjemand verliehen hat.
Wenngleich nun auch nicht im entferntesten zu behaupten ist, dass in dieser Flaggenführung der Ausdruck irgend welcher nach Selbstständigkeit ringender Bestrebungen verborgen wäre, so dürften doch das Ansehen der deutschen Schutzherrschaft und das Bewusstsein der Eingeborenen, nunmehr deutsche zu sein, nur gekräftigt werden, wenn denselben auch durch ihre eigenen Schiffe bestätigt die deutsche Flagge vor Augen geführt würde…“

Die mit diesem Schreiben in Gang gesetzten behördlichen Aktivitäten führten zunächst am 19. September 1893 dazu, dass den Einheimischen die Erlaubnis zur Führung der Deutschen Reichsflagge erteilt wurde. Um eventuellen separatistischen Bestrebungen der Inselbevölkerung entgegenzuwirken, verbot man ein Jahr später, am 7. März 1894, die Verwendung der Ralik-Flagge.

### Flagge des Sultanats Witu

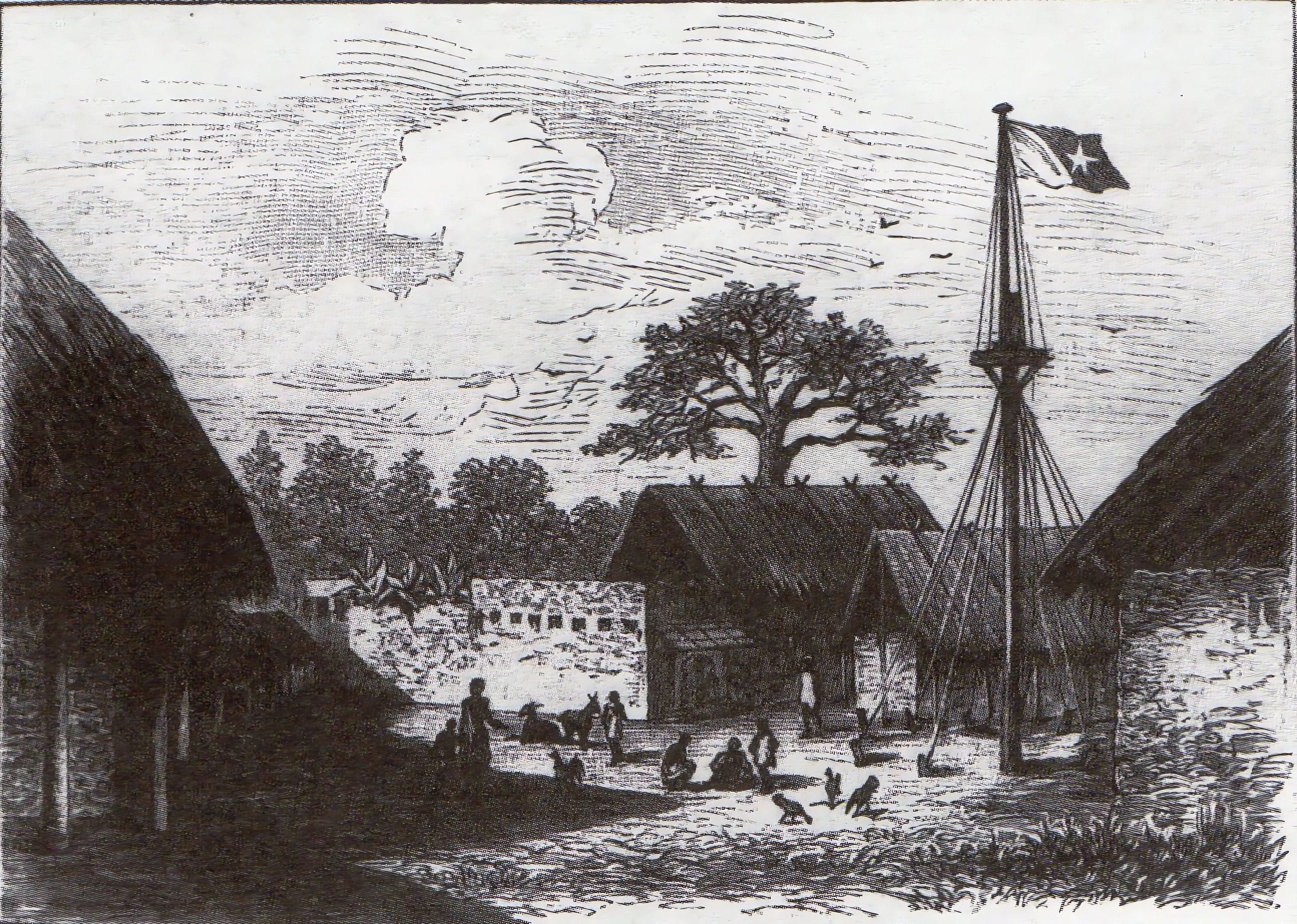
Haus des Sultans Ahmad Simba al-Nabahani mit der Flagge von Witu um 1890 (Zeichnung vermutlich von Alfred Voeltzkow)

Flagge des Sultans von Witu, Fumobakari (um 1890)

Das Gebiet des Sultans von Witu wurde 1885 auf Gesuch des Sultans Ahmad Simba al-Nabahani und durch Vermittlung der Brüder Denhardt unter deutschen Schutz gestellt. Die örtliche Flagge wurde durch den Sultan weitergeführt. Laut dem Forschungsreisenden Alfred Voeltzkow war sie vertikal in zwei Felder geteilt. Das am Flaggenmast befindliche Feld war weiß, das äußere rot, mit einem weißen Stern. Mit dem sogenannten Helgoland-Sansibar-Vertrag im Jahr 1890 brach das Kaiserreich das Schutzverhältnis zum Sultanat Witu zugunsten Großbritanniens ab. Die spätere, britische Protektoratsflagge trug den Union Jack in einer roten Umrandung.

## Sonderflaggen im Pachtgebiet Kiautschou
Da es sich bei diesem Gebiet um keine Kolonie im engeren Sinne handelte und es deshalb dem Reichsmarineamt unterstellt war, zeigten hier alle offizielle Stellen ab 1898 die Reichskriegsflagge. Alle zivilen Einrichtungen, Leuchttürme und andere Einrichtungen verwendeten dort ab dem Jahr 1898 die bereits am 1. April 1893 neu geschaffene Dienstflagge der Kaiserlichen Marine, die in Kiautschou auch als eine Art von Nationalflagge angesehen wurde.
Ab dem Jahr 1913 wurden im Hafen von Tsingtau besondere Flaggen für die einheimischen Dschunken eingeführt. Dschunken wurden je nach Größe klassifiziert. So wurden größere, seetüchtige Dschunken in die Klassen I oder II beziehungsweise kleinere, nur örtlich eingesetzte Dschunken in die Klasse III eingeteilt. Jede Dschunke wurde mit einer Zahl gekennzeichnet und diese auf einer Flagge dargestellt. Dschunken der Klassen I oder II erhielten dabei eine weiße Zahl auf einer roten Flagge, während diejenigen der Klasse III rote Zahlen auf einer weißen Flagge führten. Ferner wurde unterschieden, ob die Dschunken zum Löschen der Ladung in den Hafen einliefen (Einklarieren) oder aus dem Hafen ausliefen (Ausklarieren). Dafür wurden zusätzliche Wimpel unterhalb der Zahlenflagge angebracht, die diesen Zustand sichtbar machen sollten. Für das „Einklarieren“ handelte es sich um einen blau-roten, quergestreiften Wimpel mit dem weißen Buchstaben „E“, während das „Ausklarieren“ mit einem blau-weißen Wimpel und dem roten aufgebrachten Buchstaben „A“ kenntlich gemacht wurde.

### Wetterflaggen
Die Wettersituation wurde ab dem Jahr 1913 durch spezielle Wetterflaggen kenntlich gemacht, die auf dem Observatorium von Tsingtau angebracht wurden. Im Einzelnen waren dies:
- Für „heiter“ eine weiße Flagge,
- für „wolkig“ eine grüne Flagge,
- für „Regen“ eine blaue Flagge,
- für „stürmisch“ eine rote Flagge sowie
- für „unsicheres Wetter“ eine blau-weiß-blau-weiß gestreifte Flagge.

| Flagge | Zeitraum der Verwendung | Bezeichnung     | Anmerkungen            |
| ------ | ----------------------- | --------------- | ---------------------- |
|        | Ab 1913                 | Dschunkenflagge | Klasse I und Klasse II |
|        | Ab 1913                 | Dschunkenflagge | Klasse III             |
|        | Ab 1913                 | Zollflagge      | „Einklarieren“         |
|        | Ab 1913                 | Zollflagge      | „Ausklarieren“         |
|        | Ab 1913                 | Wetterflagge    | „Heiter“               |
|        | Ab 1913                 | Wetterflagge    | „Wolkig“               |
|        | Ab 1913                 | Wetterflagge    | „Regen“                |
|        | Ab 1913                 | Wetterflagge    | „Sturm“                |
|        | Ab 1913                 | Wetterflagge    | „Unsicher“             |

### Truppenfahne

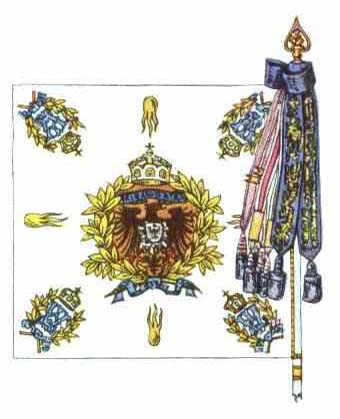
Fahne des III. Seebataillons

Die Truppen im Pachtgebiet Kiautschou führten im Gegensatz zu militärischen Verbänden in den Kolonien eine Truppenfahne. Das dort stationierte III. Seebataillon verbrannte das Fahnentuch am Tag vor der Übergabe des Pachtgebiets an japanische Einheiten am 6. November 1914. Erhalten wurden das Fahnenband, das Kriegsband von Ostasien, die Spitze und der Fahnenring. Diese Objekte wurden anschließend von Günther Plüschow nach Berlin ausgeflogen und im Lichthof des Museums für Meereskunde in Berlin ausgestellt. Während des Zweiten Weltkriegs lagerte man die Teile in die Festungsanlagen der Stadt Posen aus, wo sich ihre Spur verliert.
Das Tuch der Fahne war weiß mit einem orangefarbenen Mittelstück. Dieses umgab goldene Lorbeerzweige und wurde oben durch die Kaiserkrone abgeschlossen. Im Zentrum befand sich der Reichsadler mit dem darüber befindlichen Spruchband „Pro Gloria et Patria“. Das zentrale Emblem wurde in allen vier Ecken verkleinert dargestellt und enthielt den silberfarbenen Namenszug „WI“, was für Wilhelm Imperator stand. Wie bei allen preußischen Infanteriefahnen üblich, waren die Ränder mit Seitenflammen ausgestattet.

### Siegel des Reichsmarineamts

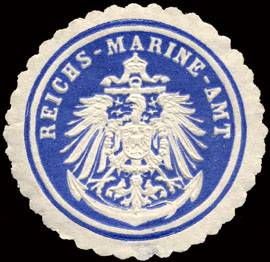
Das Siegel des Reichsmarineamts
(Version ab 1888)

Für das Pachtgebiet Kiautschou waren im Gegensatz zu den sonstigen Schutzgebieten weder eine eigene Flagge, noch ein eigenes Wappen geplant. Bei dem häufig auf offiziellen Dokumenten zu findenden „Wappen“ handelte es sich um das Siegel des Reichsmarineamts. Dieses bestand aus der Abbildung eines Reichsadlers, das sich vor einem Anker befand.

## Flaggen von Kolonialgesellschaften, Reedereien, Eisenbahngesellschaften

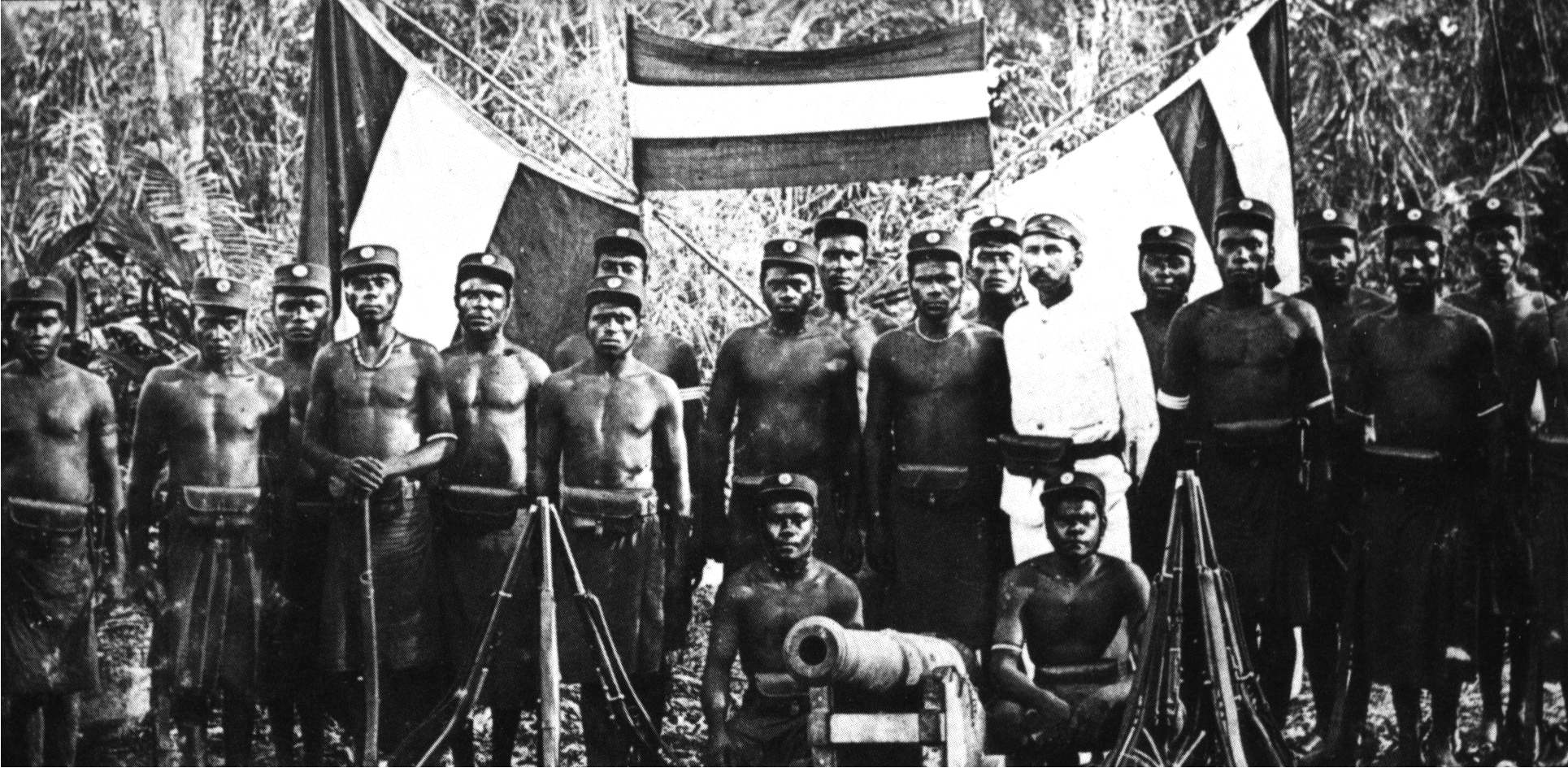
Polizei in Neuguinea, im Hintergrund rechts die Flagge der Deutsch-Neuguinea-Compagnie

Bei den Kolonialgesellschaften handelte es sich in der Regel um Gesellschaften für den Betrieb verschiedener wirtschaftlicher Unternehmungen in den Kolonien, die meist als private Kapitalgesellschaften organisiert waren. Handel und Wirtschaft sollte in der Zukunft durch deutsche Siedler in Gang gebracht werden. Die Gesellschaften verwendeten in der Regel Flaggen, die aus den Nationalfarben des Deutschen Kaiserreichs, Schwarz, Weiß und Rot zusammengesetzt waren. Aufgrund der privatrechtlichen Struktur der Gesellschaften ist meist nur wenig über Flaggendetails, wie Einführungsdatum, genaue Abmessung oder die Verwendung bekannt. Die Flaggen der Gesellschaften wurden jedoch offenbar verbreitet in den Kolonien gezeigt.
Die Deutsch-Ostafrikanische Gesellschaft wurde am 7. September 1885 gegründet und verwendete zunächst eine Flagge, auf der auf rotem, zentralem Grund eine Palme, ein Löwe sowie das Kreuz des Südens dargestellt waren. In den vier Ecken der Flagge wurde je ein schwarzes Balkenkreuz abgebildet. Vermutlich um 1892 nahm die Gesellschaft eine neue Flagge an, die auf weißem Grundtuch ein schwarzes Kreuz zeigte. In der linken oberen Ecke befand sich auf rotem Grundfeld das Kreuz des Südens. Diese Flagge wurde nach dem Verlust der Kolonien eines der bekanntesten Symbole für neokoloniale Bewegungen in Deutschland. Nach einem der Gründer der Gesellschaft wurde sie auch als „Petersflagge“ bezeichnet.
Eine Deutsch-Westafrikanische Gesellschaft, die am 20. November 1896 in Hamburg gegründet wurde, verwendete dagegen ein rotes, schwarz eingefasstes Kreuz auf weißem Grunde. Im Zentrum der Flagge befand sich auf einem goldfarbenen, ovalem Feld ein schwarzer, stilisierter Adler. Die Anfangsbuchstaben der Gesellschaft fanden sich in den vier Ecken der Flagge.
Die Flagge der ab 1884 tätig werdenden Deutsch Neuguinea-Compagnie zeigte auf weißem Feld in der linken Oberecke die Reichsfarben, während am fliegenden Ende der Flagge ein schwarzer, heraldischer Löwe eine rote Bourbonenlilie in den Fängen hält.
Die Deutsche Handels- und Plantagengesellschaft der Südseeinseln zu Hamburg wurde am 16. März 1878 gegründet. Diese verwendete eine schwarz-weiß-rot schräg geteilte Flagge mit den Initialen der Firma im weißen Streifen. Aus dieser Firma sowie der Firma Hernsheim & Co, die eine rote Flagge mit ihren Initialen einsetzte, ist am 21. Dezember 1887 die Jaluit-Gesellschaft hervorgegangen. Zunächst ebenfalls mit einer roten Flagge nebst weißen Initialen ausgestattet, änderte die Firma kurze Zeit später die Flagge, in der auf weißem Feld ein schwarz-weiß-rot gefärbter Kreis im Zentrum zu sehen war, der offenbar die Weltkugel symbolisieren sollte.
Die am 29. Juni 1904 in Berlin gegründete Ostafrikanische Eisenbahngesellschaft führte eine schwarz-weiß-rot schräg geviertelte Flagge, auf der sich in einem kreisförmig angebrachten Zentrum ein geflügeltes Bahnrad sowie die Initialen der Gesellschaft befanden.
| Flagge | Zeitraum der Verwendung | Bezeichnung                                                  | Anmerkungen |
| ------ | ----------------------- | ------------------------------------------------------------ | --- |
|        | Um 1885                 | Deutsch-Ostafrikanische Gesellschaft                         | |
|        | Ab 1892                 | Deutsch-Ostafrikanische Gesellschaft                         | „Petersflagge“ |
|        | Ab 1896                 | Deutsch-Westafrikanische Gesellschaft                        | Bei verschiedenen Varianten dieser Flagge auf Zigarettenbildern handelt es sich vermutlich um – ungenau gezeichnete – Versionen ein und derselben Flagge. |
|        | Ab 1884                 | Deutsch-Neuguinea Compagnie                                  | |
|        | 1878–1887               | Deutsche Handels- und Plantagengesellschaft der Südseeinseln | Vorgänger der Jaluit-Gesellschaft |
|        | Bis 1887                | Hernsheim & Co.                                              | Vorgänger der Jaluit-Gesellschaft |
|        | 1887                    | Jaluit-Gesellschaft                                          | Kurzfristig verwendet |
|        | Ab 1888 (?)             | Jaluit-Gesellschaft                                          | |
|        | Ab 1904                 | Ostafrikanische Eisenbahngesellschaft                        | |

### Wappen der Deutsch-Ostafrikanischen Gesellschaft

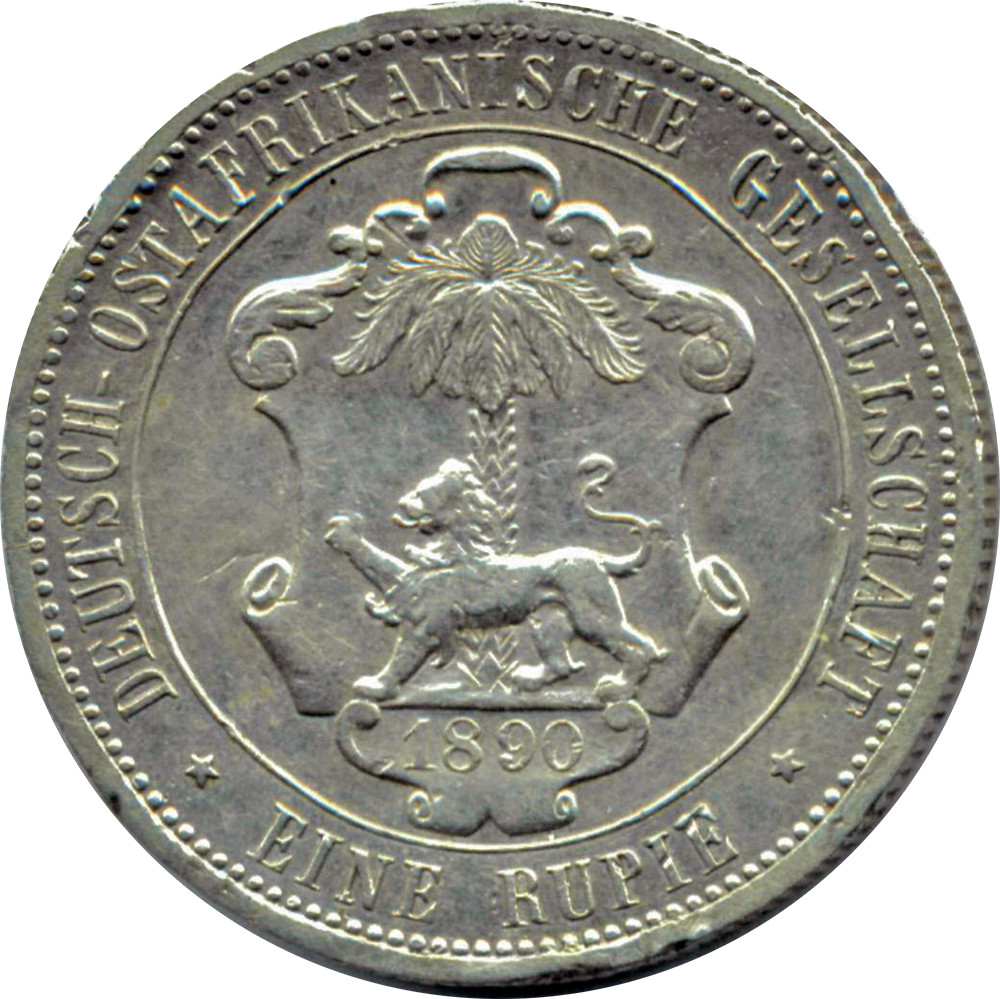
Eine Rupie-Münze mit dem Wappen der Deutsch-Ostafrikanischen Gesellschaft

Koloriertes Wappen der Deutsch-Ostafrikanischen Gesellschaft

Die wohl bedeutendste Kolonialgesellschaft führte ein eigenes Wappen, das zum Beispiel auf Paketmarken oder Münzen abgebildet wurde. Meist in schwarz-weiß dargestellt, gab es aber auch eine kolorierte Version, die offiziell dem Reichskolonialamt vorgestellt wurde.

## Geplante Flaggen für die Kolonien
In den Jahren 1912 und 1913 unternahm der Staatssekretär im Reichskolonialamt, Wilhelm Solf, eine Reise durch Afrika. Unter anderem besuchte er auch einige britische Kolonien. Ihm war dabei aufgefallen, dass die Briten für ihre Kolonien eigene Hoheitszeichen geschaffen hatten. Als Solf nach Deutschland zurückgekehrt war, hielt er bei Kaiser Wilhelm II. einen Vortrag, in dem er die Vorzüge dieser Wappen darstellte. Insbesondere hob er den positiven Eindruck hervor, den die verschiedenen Hoheitszeichen auf die einheimische Bevölkerung hatten. Der Kaiser war beeindruckt und beauftragte Solf, Entwürfe von Wappen für die deutschen Kolonien auszuarbeiten. Solf erledigte diese Aufgabe in Zusammenarbeit mit dem Heroldsamt sowie dem Herzog Johann Albrecht von Mecklenburg. Solf und Herzog Albrecht führten intensive Recherchen durch und studierten eingehend die Geschichte der Länder, für die Wappen geschaffen werden sollten. So wählten sie heraldische Symbole, die für die jeweiligen Gebiete charakteristisch waren. Im Jahr 1914 wurden dem Kaiser sechs Wappenentwürfe vorgestellt, die dieser teilweise noch korrigierte und anschließend genehmigte. Der Ausbruch des Ersten Weltkriegs verhinderte jedoch deren Einführung und die Wappen gerieten in Vergessenheit. Bekannt ist auch, dass für die Kolonien eigene Flaggen geplant waren. Die einzige bekannte Quelle dazu stammte lange Zeit aus dem Jahr 1933. Am 1. Februar 1933 erschien in den Afrika-Nachrichten (Illustrierte Kolonial- und Auslandszeitung) ein Artikel, der ausführlich auf die geplanten Wappen und Flaggen einging. Aus dem Artikel der Afrika-Nachrichten ging hervor, dass die Wappen auf den Flaggen ohne Kaiserkrone und Reichsadler dargestellt werden sollten:

„Die für die verschiedenen Schutzgebiete in Aussicht genommenen Flaggen waren die schwarz-weiß-rote Reichsflagge mit den Emblemen des Wappenschildes der vorliegenden Entwürfe unter Fortlassung der Kaiserkrone und des Reichsadlers.“

Die Wappen waren in den Afrika-Nachrichten nicht koloriert dargestellt worden. Farbige Abbildungen der Wappen gab es erst in den 1930er Jahren auf neokolonialen Postkarten sowie im Jahr 1940 auf dem Deutschen Kolonialkalender zu sehen. Darauf basierende Flaggenrekonstruktionen hielten sich an die Beschreibung in den Afrika-Nachrichten, waren aber rein spekulativer Natur. Die originalen Entwürfe und Unterlagen zur Wappengenehmigung bzw. Flaggengestaltung galten als verschollen.
Im Jahr 2010 wurden im Nachlass von Wilhelm Solf schließlich die Originalentwürfe aufgefunden, wobei sich herausstellte, dass dieser insgesamt sieben, nach neuen Veröffentlichungen acht verschiedene Entwurfsmuster für die Flaggen entwickelt hatte. Es zeigte sich, dass die bisherigen Rekonstruktionsversuche nicht mit den Originalentwürfen übereinstimmten. Insbesondere gelegentlich veröffentlichte Rekonstruktionen der Flaggen, die das Wappen mit einer zusätzlichen Schriftbanderole zeigen (mit dem Namen der Kolonie), waren so nie geplant. Derartige Wappen wurden erst in den 1930er Jahren in verschiedenen, vorwiegend neokolonialen Publikationen, gedruckt. Am 14. Februar 1914 legte Solf die ersten drei Entwürfe vor. Etwa Mitte 1914 folgten vier weitere. Alle Entwürfe nutzten als Grundlage die Nationalflagge des Kaiserreichs in den Farben Schwarz-Weiß-Rot. Im Einzelnen fasste Solf folgende Varianten ins Auge:
1. Das vollständige Wappen im Zentrum des weißen Streifens
2. Das vollständige Wappen im Zentrum auf einer vergrößerten weißen Kreisscheibe liegend
3. Das vollständige Wappen, jedoch ohne Krone, im Zentrum auf einer vergrößerten weißen Kreisscheibe liegend
4. Im Zentrum auf einer vergrößerten weißen Kreisscheibe die Kaiserkrone mit Bändern, zusätzlich im linken oberen Eck das Kolonialsymbol unter dem Reichsadler liegend auf farbigem Grund
5. Das Kolonialsymbol im Zentrum auf einer farbigen vergrößerten Kreisscheibe liegend
6. Das Kolonialsymbol im Zentrum auf einem farbigen Wappenschild liegend, wobei der Schild deutlich in den schwarzen bzw. roten Streifen hineinreicht
7. Das Wappen ohne Kaiserkrone im Zentrum, dieses deutlich in den schwarzen bzw. roten Streifen hineinreichend
8. Das Kolonialsymbol in der linken oberen Ecke auf farbigem Grund

Aus den im Nachlass von Wilhelm Solf aufgefundenen Unterlagen geht nicht hervor, ob einer dieser Entwürfe bereits im Jahre 1914 in die engere Wahl gezogen wurde. Am 14. Dezember 1932 schreibt Solf jedoch an den Schriftleiter der Afrika-Nachrichten:

„Man muss wohl auch noch von Fahnen sprechen, und vielleicht setzen Sie den Satz noch hinzu, dass die von Ihnen beschriebenen Wappen in die Mitte des weißen Feldes der alten schwarz-weiß-roten Flagge hineingesetzt werden sollten, und zwar ohne den sich auf jedem Wappen wiederholenden Reichsadler und Kaiserkrone.“

Ob die Wappenschilde auch – wie im hier dargestellten Entwurf Nr. 6 – noch etwas in den schwarzen beziehungsweise roten Streifen hineinreichen sollten, geht aus dem Schriftwechsel nicht hervor.

### Beschreibung der geplanten Kolonialwappen
Auf alle Wappenschilde sollte der Reichsadler auf goldenem Grund sowie die Kaiserkrone aufgesetzt werden. Spätere Rekonstruktionen, die an Stelle der Kaiserkrone ein Spruchband mit dem Namen der jeweiligen Kolonie zeigten, stammten aus – meist neokolonialen – Publikationen der 1930er Jahre. Im Jahr 1917 versuchte Wilhelm Solf, die Wappenentwürfe im Hohenzollernjahrbuch zu veröffentlichen, was jedoch an den zu hohen Kosten scheiterte. Am 5. November 1919 entschied die Reichskanzlei, dass die Wappen in den Privatbesitz von Wilhelm Solf übergehen. Solf war es danach gestattet, die Wappen unter Weglassung der Kaiserkrone privat zu drucken und zu veröffentlichen, was jedoch erst im Jahr 1933 in den Afrika-Nachrichten geschah. Dort wurden die Wappen allerdings in der ursprünglich geplanten Version, also mit Kaiserkrone, nicht koloriert, abgebildet.
Die ursprünglichen Vorschläge Solfs wurden zunächst dem heraldischen Verein „Herold“ sowie Kaiser Wilhelm II. zur Stellungnahme übergeben. Am 21. März 1914 erfolgte die Antwort der Kommission des Vereins mit folgenden Änderungsvorschlägen:
1. Ostafrika: „Der viel zu friedlich aussehende Löwenkopf erinnert an einen Türklopfer. Die Kommission empfiehlt, statt dessen einen aufspringenden ganzen Löwen in den Schild zu setzen.“
Da die Kommission sich nicht auf einen ausreichend naturgetreu und grimmig blickenden Löwen einigen konnte, schlug das Kommissionsmitglied Max Block schließlich ein Wappen mit dem Kreuz des Südens vor, das bereits von der Deutsch-Ostafrikanischen Gesellschaft verwendet wurde.
2. Kamerun: „Der weiße Elefantenkopf erscheint nicht geeignet als Wappenbild, da der weiße Elefant das siamesische Wappenbild ist; außerdem leben in Kamerun nur schwarze Elefanten. Empfohlen wird: goldener Schild, schwarzer Elefantenkopf mit weißen Stoßzähnen.“
3. Togo: „Die Palme soll kräftiger stilisiert sein und auf einem heraldischen Dreiberg stehen. Die Brillenschlange wütender, rot mit deutlicher Kennzeichnung der „Brille“, die Zungen schwarz. Zweiter Vorschlag: in Blau drei goldene Maiskolben 2:1 gestellt.“
4. Südwestafrika: „Der Büffelkopf ist gleichfalls zu zahm geraten; er ist wilder zu zeichnen in der Art der Stierköpfe auf den alten Siegeln der Mecklenburgischen Fürsten, mit goldenen Hörnern, roten Ohren und Zunge. Ein Diamant genügt und zwar stilisiert, ohne Strahlen.“
5. Samoa: „Die einzelne Palme, (die schon in vielen anderen Wappen vorkommt) erscheint als Schildfigur nicht geeignet. Die Kommission schließt sich dem Vorschlage Seiner Hoheit des Herzogs Johann Albrecht zu Mecklenburg an und empfiehlt: in silbernem Schilde drei aus blau-silbernen Wellen im Schildfuß sich erhebene Inseln in Form schwarzer Dreiberge, auf jedem eine goldbefruchtete grüne Palme.“
6. Neuguinea: „Der Paradiesvogel sollte besser stilisiert sein. Der Zweig ist überflüssig. Statt des als Schildfarbe ungewöhnlichen Grün wird Blau empfohlen.“
Die letztendlich von Kaiser Wilhelm II. – dem die endgültige Entscheidung zufiel – genehmigten Wappen unterschieden sich kaum von Solfs ursprünglichen Vorschlägen und die Einwände der heraldischen Kommission wurden weitgehend nicht berücksichtigt:
| Deutsch-Ostafrika                                     | Kamerun                                                   | Togo |
| ----------------------------------------------------- | --------------------------------------------------------- | --- |
|                                                       |                                                           | |
| Grund: Hellzinnoberrot                                | Grund: Zinnoberrot                                        | Grund: Silber                                                                                            |
| Löwenkopf: Silber mit hellen bzw. grünlichen Lichtern | Elefantenkopf: Silber mit hellen bzw. grünlichen Lichtern | Palme: Dunkelgrün mit hellen Lichtern Schlangen: Grau mit grünen Lichtern und bräunlichen Schattierungen |

| Südwestafrika                                                                                | Samoa                                                            | Neuguinea                                                           |
| -------------------------------------------------------------------------------------------- | ---------------------------------------------------------------- | ------------------------------------------------------------------- |
|                                                                                              |                                                                  |                                                                     |
| Grund: Marineblau                                                                            | Grund: Hellzinnoberrot                                           | Grund: Grün                                                         |
| Ochsenkopf: Silber mit hellen bzw. grünlichen Lichtern Diamant: Weiß mit gelblichen Lichtern | Palmbäume: Silber Kokosnüsse: Gold Erdboden: Silber Wellen :Blau | Paradiesvogelfedern: Gold Zierfedern, Kopf und Krallen: Schwarzblau |

Für alle Wappen (dann ohne Krone und Reichsadler) waren auch Schildhalter geplant:

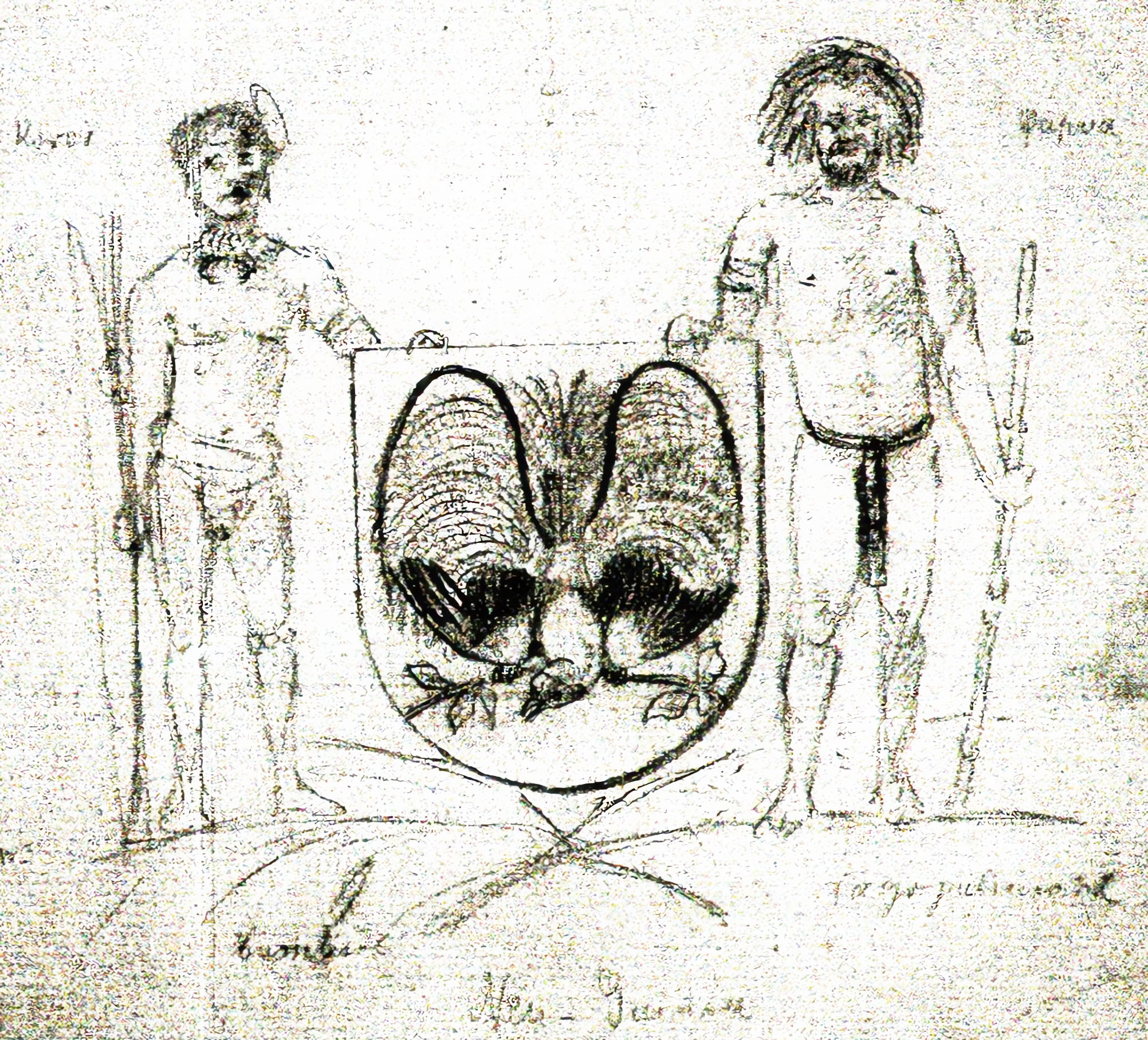
Skizze mit den geplanten Schildhaltern; hier für das Wappen von Neuguinea

1. Ostafrika: „Wappenhalter ein Küstenneger in arabischer Tracht und ein Neger des Innern nur mit Schurz bekleidet.“
2. Kamerun: „Wappenhalter ein Mann in der Tracht: der, Leute im Norden, mohammedanisch, aber reicher und bunter als der Küstenneger von Ostafrika. Der andere Wappenhalter ein Neger.“
3.Togo: „Ein Hausah (Tracht feststehend), der zweite Wappenhalter ein Neger.“
4. Südwestafrika: „Wappenhalter zwei Weiße, die die Landwirtschaft, Viehzucht und den Bergbau in ihren verschiedenen Attributen darstellen.“
5. Samoa: „Wappenhalter ein Häuptling und eine Ehrenjungfrau mit den charakteristischen Häuptlingsabzeichen (Tuiga), die Wappenhalter können, der Mann eine samoanische Keule und die Frau ein samoanisches großes Messer halten.“
6. Neuguinea: „Wappenhalter ein Typus der melanesischen und ein Typus der polynesischen Rasse, also ein Schwarzer und ein Brauner.“

## Geplante Flagge für Tanga (Deutsch-Ostafrika)

Geplante Flagge für Tanga, dargestellt mit den vom Heroldsamt geforderten Korrekturen

Bekannt ist, dass auch für die Stadt Tanga in Deutsch-Ostafrika ein Wappen und eine dazugehörige Flagge geplant waren. Nachdem Tanga am 1. April 1914 die Stadtrechte verliehen worden waren, beschloss der Rat der Stadt, ein Wappen, eine Flagge sowie ein Dienstsiegel anzunehmen. Das Wappen sollte auf goldenem Grund ein auf den Wellen schwimmendes Segelboot (Dau) zeigen. Der Wappenschild war dabei von einer Mauerkrone gekrönt. Die offizielle Anfrage durch den damaligen Gouverneur von Deutsch-Ostafrika Heinrich Schnee, erfolgte am 7. Juni 1914 in Berlin. Das Heroldsamt überprüfte das Wappen und forderte drei Korrekturen. Zum einen sollte die Mauerkrone stilistisch verändert werden sowie der Schiffsrumpf eine einheitliche Färbung bekommen. Der ursprüngliche Entwurf sah einen gestreiften Rumpf in den Farben (von oben) Braun, Weiß, Hellblau vor. Zudem sollte die am Heck befindliche Nationalflagge insgesamt kleiner gestaltet werden. Die geplante Stadtflagge sollte auf goldenem und schwarzem Grund das korrigierte Wappen zeigen. Da es sich bei dieser kommunalen Flagge offenbar um den ersten Antrag dieser Art in den Kolonien handelte, musste die Frage geklärt werden, welcher Personenkreis das Recht besaß, die Annahme von Wappen und Flaggen zu genehmigen. Das zuständige Reichskolonialamt entschied, dass es grundsätzlich den jeweiligen Gouverneuren erlaubt war, derartige Flaggen und Wappen anzunehmen. Eine vorherige Überprüfung durch das Heroldsamt sollte jedoch stattfinden. Der Ausbruch des Ersten Weltkriegs stoppte die weiteren Entwicklungen von Wappen und Flagge. Aus den Unterlagen des Reichskolonialamts vom 22. Juni 1916 geht hervor, dass die Pläne für die Annahme der kommunalen Symbole von Tanga als „erledigt“ zu betrachten seien, da Deutsch-Ostafrika in der Zwischenzeit an die alliierten Kräfte verloren gegangen sei. Zu einem Gebrauch der Symbole in Tanga kam es somit nicht mehr.